# Carlos Gómez Astudillo
Carlos Alfredo Gómez Astudillo (n. Santiago, Chile, 14 de febrero de 1992) es un futbolista chileno que juega como mediocampista en San Antonio Unido  de la Segunda División Profesional de Chile.

## Carrera
Debuta en el profesionalismo el día 31 de octubre del 2010, en el encuentro de Cobreloa y Santiago Morning, reemplazando al jugador Alejandro Kruchowski, en la segunda mitad del encuentro, como defensa.
El día 29 de diciembre de 2011, forma parte del equipo titular de Cobreloa que juega la final del torneo de Clausura de Chile del mismo año ante el Club Universidad de Chile, obteniendo el subcampeonato de este torneo.
El día 11 de julio de 2014, es transferido en calidad de préstamo al Club de Deportes Santiago Morning para la temporada Primera B de Chile 2014-15.
El año 2015 regresa al conjunto 'loíno' para disputar la temporada 2015-16 de la primera B. En este año anota su primer gol en el profesionalismo el día 2 de agosto de ese año, en el partido frente a Deportes Antofagasta, válido por el torneo de Copa Chile 2015.
El año 2018 se transforma en nuevo refuerzo de Club de Deportes Santiago Morning, será su segundo ciclo en el cuadro «microbusero».

## Clubes
| Club                      | País    | Año       |
| ------------------------- | ------- | --------- |
| Cobreloa                  | Chile   | 2010-2014 |
| Santiago Morning (cesión) | Chile   | 2014-2015 |
| Cobreloa                  | Chile   | 2015-2016 |
| Unión Española            | Chile   | 2016-2017 |
| Deportes Iquique          | Chile   | 2017      |
| Santiago Morning          | Chile   | 2018      |
| Bolívar                   | Bolivia | 2019      |
| Santiago Morning          | Chile   | 2019-2021 |
| Destroyers                | Bolivia | 2022      |
| Fernández Vial            | Chile   | 2023      |
| San Antonio Unido         | Chile   | 2024-Act. |

## Palmarés
| Título                      | Club         | País    | Año    |
| --------------------------- | ------------ | ------- | ------ |
| Primera División de Bolivia | Club Bolívar | Bolivia | 2019-A |